# Chusaris ideoides
Chusaris ideoides là một loài bướm đêm trong họ Noctuidae.